# 2 tháng 12
Ngày 2 tháng 12 là ngày thứ 336 (337 trong năm nhuận) trong lịch Gregory. Còn 29 ngày trong năm.

## Sự kiện
- 1409 – Đại học Leipzig được thành lập tại Tuyển hầu quốc Sachsen thuộc Đế quốc La Mã Thần thánh.
- 1697 – Nhà thờ Thánh Paul tại thủ đô Luân Đôn của Vương quốc Anh được đưa vào sử dụng.
- 1804 – Napoléon Bonaparte làm lễ đăng quang hoàng đế Pháp tại Nhà thờ Đức Bà Paris.
- 1805 – Các cuộc chiến tranh của Napoléon: Quân Pháp dưới quyền Napoleon Bonaparte đánh bại liên quân Nga-Áo trong Trận Austerlitz.
- 1823 – Học thuyết Monroe: Trong một bài diễn thuyết trước lưỡng viện quốc hội, Tổng thống Hoa Kỳ James Monroe tuyên bố rằng nước ông trung lập trong các xung đột trong tương lai tại châu Âu, và cảnh báo thế lực châu Âu không quấy rầy châu Mỹ.
- 1845 – Kết thúc chiến tranh Việt–Xiêm[1], hòa ước quốc tế được ký: Campuchia chịu bảo hộ của Việt Nam lẫn Thái Lan, Nam Kỳ chính thức thuộc Việt Nam.
- 1845 – Vận mệnh hiển nhiên: Trong một bài diễn thuyết trước lưỡng viện quốc hội, Tổng thống Hoa Kỳ James Knox Polk đề xuất rằng Hoa Kỳ nên tích cực khoách trương về phía Tây.
- 1848 – Franz Joseph I trở thành Hoàng đế Áo.
- 1851 – Tổng thống Pháp Louis-Napoléon Bonaparte lật đổ nền Đệ nhị Cộng hòa Pháp.
- 1852 – Louis-Napoléon Bonaparte trở thành Hoàng đế Pháp, tức Napoléon III.
- 1908 – Ái Tân Giác La Phổ Nghi cử hành nghi lễ đăng cơ hoàng đế tại Thái Hòa điện khi mới hai tuổi, là hoàng đế cuối cùng của triều Thanh, tức 9 tháng 11 năm Mậu Thân (Quang Tự thứ 34).
- 1939 – Sân bay LaGuardia tại thành phố New York, Hoa Kỳ được mở cửa.
- 1961 – Trong một bài diễn văn được phát sóng trên toàn quốc, nhà lãnh đạo Cuba Fidel Castro tuyên bố ông là một người Marxist-Leninist và Cuba sẽ áp dụng Chủ nghĩa cộng sản.
- 1970 – Cơ quan Bảo vệ Môi sinh Hoa Kỳ bắt đầu hoạt động.
- 1971 – Abu Dhabi, Ajman, Fujairah, Sharjah, Dubai, và Umm al-Quwain hợp nhất thành Các Tiểu vương quốc Ả Rập Thống nhất.
- 1975 – Sau khi Pathet Lào chiếm được thủ đô Viêng Chăn, Quốc vương Savang Vatthana thoái vị, Vương quốc Lào chấm dứt tồn tại, Nội chiến Lào kết thúc.
- 1976 – Fidel Castro trở thành Chủ tịch Cuba.
- 1989 – Chính phủ Malaysia và Đảng Cộng sản Malaysia ký kết hòa ước tại Hat Yai, Thái Lan, kết thúc nội dậy cộng sản kéo dài trong hơn 20 năm tại Malaysia.
- 1993 – Trùm ma túy Colombia Pablo Escobar bị trúng đạn và tử vong tại Medellín.
- 1988 – Benazir Bhutto tuyên thệ nhậm chức Thủ tướng Pakistan, trở thành người phụ nữ đầu tiên lãnh đạo chính phủ trong một đất nước Hồi giáo

## Sinh
- 885 – Lý Tồn Úc, tức Hậu Đường Trang Tông, tức ngày 22 tháng 10 năm Ất Tị (m. 926)
- 1825 – Pedro II, Hoàng đế Brasil (m. 1891)
- 1843 – Nguyễn Phúc Hồng Đĩnh, tước phong Kỳ Phong Quận công, hoàng tử con vua Thiệu Trị nhà Nguyễn (m. 1884).
- 1859 – Georges Seurat, họa sĩ người Pháp (m. 1891)
- 1885 – George Minot, thầy thuốc người Mỹ, đoạt giải Nobel (m. 1950)
- 1897 – Ivan Bagramyan, sĩ quan quân đội Liên Xô, dân tộc Armenia, tức ngày 20 tháng 11 theo lịch Julius (m. 1982)
- 1923 – Maria Callas, giọng cao nữ người Hy Lạp (m. 1977)
- 1924 – Alexander Haig, tướng lĩnh và nhà ngoại giao người Mỹ (m. 2010)
- 1930 – Gary Becker, nhà kinh tế học người Mỹ, đoạt giải Nobel
- 1939 – Harry Reid, chính trị gia người Mỹ, thượng nghị sĩ
- 1943 – Thanh Thúy, nữ danh ca dòng nhạc Vàng, miền Nam Việt Nam
- 1946 – Gianni Versace, nhà thiết kế thời trang người Ý, thành lập Versace (m. 1997)
- 1971 – Francesco Toldo, cầu thủ bóng đá người Ý
- 1973 – Monica Seles, vận động viên quần vợt người Nam Tư-Mỹ sinh tại Serbia, dân tộc Hungary
- 1978 – Nelly Furtado, ca sĩ-người viết ca khúc, nhà sản xuất người Canada
- 1981 – Britney Spears, ca sĩ-người viết ca khúc, vũ công, diễn viên người Mỹ
- 1983 - Lưu Chí Vỹ, ca sĩ người Việt Nam
- 1998 - Juice Wrld, ca sĩ rap Mỹ (m. 2019)

## Mất
- 1547 – Hernán Cortés, nhà thám hiểm người Tây Ban Nha (s. 1485).
- 1814 – Donatien Alphonse François, chính trị gia, triết gia, tác gia người Pháp (s. 1740).
- 1849 – Adelheid xứ Sachsen-Meiningen, phối ngẫu của Quốc vương William IV của Anh (s. 1792)
- 1864 – Nguyễn Phúc Nhàn Thục, phong hiệu Gia Lạc Công chúa, công chúa con vua Minh Mạng (s. 1828)
- 1953 – Trần Trọng Kim, học giả và chính trị gia người Việt (s. 1883).
- 1967 – Vasilij Ivanavič Kazloŭ, Anh hùng Liên Xô người Belarus (s. 1903).[2]
- 1969 – Kliment Yefremovich Voroshilov, sĩ quan, chính trị gia Liên Xô, dân tộc Nga sinh tại Ukraina (s. 1881).
- 1972 – Diệp Vấn, võ sư người Trung Quốc (s. 1893)
- 1987 – Luis Federico Leloir, nhà hóa học người Argentina sinh tại Pháp, đoạt giải Nobel (s. 1906).
- 1990 – Aaron Copland, nhà soạn nhạc và chỉ huy dàn nhạc người Mỹ (s. 1900).
- 1993 – Pablo Escobar, trùm ma túy người Colombia (s. 1949).
- 2000 – Daniel Singer, nhà báo người Anh (s. 1926).
- 2005 – Nguyễn Tường Vân, người buôn bán ma túy người Úc gốc Việt (s. 1980).

## Những ngày lễ và kỷ niệm
- Ngày Quốc tế Giải phóng Nô lệ (International Day for the Abolition of Slavery)
- Ngày quốc khánh Lào
- Ngày quốc khánh Các tiểu vương quốc Ả Rập Thống nhất